# Лига чемпионов УЕФА 2023/2024. Квалификация
Эта статья содержит информацию о квалификационных раундах Лиги чемпионов УЕФА 2023/2024.
В рамках квалификации Лиги чемпионов прошло два отдельных отборочных турнира. Первый — для чемпионов, которые не получили путёвку в групповой этап напрямую через чемпионат. Второй — для команд, не являющихся чемпионами своих стран и не квалифицировавшихся напрямую в групповой этап.
Команды, проигравшие в предварительном и первом квалификационных раундах Лиги чемпионов попали во второй квалификационный раунд Лиги конференций, проигравшие во втором квалификационном раунде Лиги чемпионов попали в третий квалификационный раунд Лиги Европы, проигравшие на чемпионском пути в третьем квалификационном раунде Лиги чемпионов — в квалификационный раунд плей-офф Лиги Европы, а проигравшие в квалификационном раунде плей-офф и на пути представителей лиг в третьем квалификационном раунде Лиги чемпионов попали в групповой этап Лиги Европы.
При жеребьёвке каждого из раундов участвующие команды делились на «сеяные» и «несеяные» в соответствии с их коэффициентами на конец сезона 2022/23.
Время указанно по CEST (UTC+2), в соответствии с правилами УЕФА (местное время, если отличается, указано в скобках).

## Календарь
Ниже представлено расписание квалификационного турнира.
| Раунд                           | Жеребьёвка     | Первый матч               | Ответный матч        |
| ------------------------------- | -------------- | ------------------------- | -------------------- |
| Предварительный раунд           | 13 июня 2023   | 27 июня 2023 (полуфиналы) | 30 июня 2023 (финал) |
| Первый квалификационный раунд   | 20 июня 2023   | 11 и 12 июля 2023         | 18 и 19 июля 2023    |
| Второй квалификационный раунд   | 21 июня 2023   | 25 и 26 июля 2023         | 1 и 2 августа 2023   |
| Третий квалификационный раунд   | 24 июля 2023   | 8 и 9 августа 2023        | 15 августа 2023      |
| Квалификационный раунд плей-офф | 7 августа 2023 | 22 и 23 августа 2023      | 29 и 30 августа 2023 |

## Участники
| Клуб           | Коэф.          |
| Путь чемпионов | Путь чемпионов |
| -------------- | -------------- |
| Янг Бойз       | 34.500         |
| Антверпен      | 17.000         |

| Клуб                    | Коэф.          |
| Путь чемпионов          | Путь чемпионов |
| ----------------------- | -------------- |
| Спарта Прага            | 14.000         |
| АЕК                     | 11.000         |
| Путь представителей лиг |                |
| Рейнджерс               | 54.000         |
| Брага                   | 44.000         |
| ПСВ                     | 43.000         |
| Олимпик Марсель         | 33.000         |
| Штурм                   | 12.500         |
| ТСЦ                     | 6.475          |

| Клуб                    | Коэф.          |
| Путь чемпионов          | Путь чемпионов |
| ----------------------- | -------------- |
| Динамо Загреб           | 55.000         |
| Копенгаген              | 40.500         |
| Галатасарай             | 31.500         |
| Молде                   | 24.000         |
| Арис Лимасол            | 4.895          |
| Путь представителей лиг |                |
| Генк                    | 18.000         |
| Днепр-1                 | 8.000          |
| Серветт                 | 6.335          |
| Панатинаикос            | 5.045          |

| Клуб              | Коэф.          |
| Путь чемпионов    | Путь чемпионов |
| ----------------- | -------------- |
| Ференцварош       | 27.000         |
| Карабах           | 25.000         |
| Слован Братислава | 24.500         |
| Лудогорец         | 21.000         |
| Шериф             | 19.500         |
| БАТЭ              | 15.000         |
| Астана            | 14.000         |
| Маккаби Хайфа     | 13.000         |
| Жальгирис         | 11.000         |
| ХИК               | 11.000         |
| Флора             | 10.500         |
| Шемрок Роверс     | 9.000          |
| Нью-Сейнтс        | 9.000          |
| Олимпия Любляна   | 9.000          |
| Зриньски          | 8.500          |
| Линкольн Ред Импс | 8.500          |
| КИ Клаксвик       | 8.000          |
| Динамо Тбилиси    | 7.500          |
| Ракув             | 5.000          |
| Партизани         | 5.000          |
| Хеккен            | 4.750          |
| Фарул             | 4.100          |
| Валмиера          | 3.500          |
| Балкани           | 3.000          |
| Ларн              | 3.000          |
| Урарту            | 3.000          |
| Хамрун Спартанс   | 2.500          |
| Свифт Эсперанж    | 1.800          |
| Струга            | 1.100          |

| Клуб              | Коэф.          |
| Путь чемпионов    | Путь чемпионов |
| ----------------- | -------------- |
| Будучност         | 7.500          |
| Брейдаблик        | 6.000          |
| Тре Пенне         | 4.000          |
| Атлетик Эскальдес | 1.033          |

## Предварительный квалификационный раунд
Жеребьёвка предварительного квалификационного раунда прошла 13 июня 2023 года. Победитель финального раунда вышел в первый квалификационный раунд. Проигравшие в полуфинальном и финальном раунде попали во второй квалификационный раунд Лиги конференций.

### Посев
В предварительном квалификационном раунде команды согласно таблице коэффициентов УЕФА поделились на «сеяные» и «несеяные».
| Сеяные                   | Несеяные                        |
| ------------------------ | ------------------------------- |
| - Будучност - Брейдаблик | - Тре Пенне - Атлетик Эскальдес |

### Сетка
|  | Полуфинальный раунд  | Полуфинальный раунд |                      |   | Финальный раунд | Финальный раунд |
|  |                      |                     |                      |   |                 |                 |
|  | 27 июня — Коупавогюр |                     |                      |   |                 |                 |
|  |                      |                     |                      |   |                 |                 |
|  | Атлетик Эскальдес    | 0                   |                      |   |                 |                 |
|  | Атлетик Эскальдес    | 0                   | 30 июня — Коупавогюр |   |                 |                 |
|  | Будучност            | 3                   |                      |   |                 |                 |
|  | Будучност            | 3                   | Будучност            | 0 |                 |                 |
|  | 27 июня — Коупавогюр |                     | Будучност            | 0 |                 |                 |
|  |                      | Брейдаблик          | 5                    |   |                 |                 |
|  | Тре Пенне            | Брейдаблик          | 5                    | 1 |                 |                 |
|  | Тре Пенне            |                     |                      | 1 |                 |                 |
|  | Брейдаблик           | 7                   |                      |   |                 |                 |
|  | Брейдаблик           | 7                   |                      |   |                 |                 |

### Таблица
| Команда 1         | Результат | Команда 2  |
| ----------------- | --------- | ---------- |
| Атлетик Эскальдес | 0:3       | Будучност  |
| Тре Пенне         | 1:7       | Брейдаблик |

| Команда 1 | Результат | Команда 2  |
| --------- | --------- | ---------- |
| Будучност | 0:5       | Брейдаблик |

### Матчи
| Атлетик Эскальдес | 0:3     | Будучност                                    |
| ----------------- | ------- | -------------------------------------------- |
|                   | (отчёт) | - Секулич 14′ (пен.) 60′ - Санчес 21′ (авт.) |

| Тре Пенне    | 1:7     | Брейдаблик                                                                                        |
| ------------ | ------- | ------------------------------------------------------------------------------------------------- |
| Барретта 31′ | (отчёт) | - Гуннлаугссон 6′ 89′ - Хлинссон 25′ 90+2′ - Ольсен 45+2′ - С. Сигурдарсон 67′ - В. Эйнарссон 74′ |

| Будучност | 0:5     | Брейдаблик                                                                                    |
| --------- | ------- | --------------------------------------------------------------------------------------------- |
|           | (отчёт) | - В. Эйнарссон 5′ - С. Сигурдарсон 22′ - Эйольфссон 29′ - Гуннлаугссон 33′ - Свантоурссон 74′ |

## Первый квалификационный раунд
Жеребьёвка первого квалификационного раунда прошла 20 июня 2023 года.

### Посев
Всего в первом квалификационном раунде приняли участие 30 команд. 29 команд начали с этого раунда, также к ним присоединился победитель предварительного квалификационного раунда. Посев команд производился на основе таблицы клубных коэффициентов УЕФА 2023. Для победителя предварительного раунда, который не был известен на момент проведения жеребьёвки, использовался клубный коэффициент команды, имевшей наивысший рейтинг среди всех четырёх клубов.
| Группа 1                                                           | Группа 1                                               | Группа 2                                                      | Группа 2                                                       | Группа 3                                           | Группа 3                                                        |
| Сеяные                                                             | Несеяные                                               | Сеяные                                                        | Несеяные                                                       | Сеяные                                             | Несеяные                                                        |
| ------------------------------------------------------------------ | ------------------------------------------------------ | ------------------------------------------------------------- | -------------------------------------------------------------- | -------------------------------------------------- | --------------------------------------------------------------- |
| - Ференцварош - Лудогорец - Жальгирис - Шемрок Роверс - Нью-Сейнтс | - КИ Клаксвик - Брейдаблик - Хеккен - Балкани - Струга | - Карабах - Слован Братислава - ХИК - Флора - Олимпия Любляна | - Линкольн Ред Импс - Ракув - Валмиера - Ларн - Свифт Эсперанж | - Шериф - БАТЭ - Астана - Маккаби Хайфа - Зриньски | - Динамо Тбилиси - Партизани - Фарул - Урарту - Хамрун Спартанс |

### Таблица
Первые матчи прошли 11 и 12 июля, ответные — 18 и 19 июля 2023 года.
Победители вышли во второй квалификационный раунд Лиги чемпионов. Проигравшие попали в квалификацию Лиги конференций: 13 из 15 команд — во второй квалификационный раунд, оставшиеся две — в третий квалификационный раунд.
| Команда 1         | Итог         | Команда 2      | 1-й матч | 2-й матч       |
| ----------------- | ------------ | -------------- | -------- | -------------- |
| Хеккен            | 5:1          | Нью-Сейнтс     | 3:1      | 2:0            |
| Балкани           | 2:4          | Лудогорец      | 2:0      | 0:4            |
| Шемрок Роверс     | 1:3          | Брейдаблик     | 0:1      | 1:2            |
| Жальгирис         | 2:1          | Струга         | 0:0      | 2:1            |
| КИ Клаксвик       | 3:0          | Ференцварош    | 0:0      | 3:0            |
| Олимпия Любляна   | 4:2          | Валмиера       | 2:1      | 2:1            |
| ХИК               | 3:2          | Ларн           | 1:0      | 2:2 (доп. вр.) |
| Линкольн Ред Импс | 1:6          | Карабах        | 1:2      | 0:4            |
| Ракув             | 4:0          | Флора          | 1:0      | 3:0            |
| Слован Братислава | 3:1          | Свифт Эсперанж | 1:1      | 2:0            |
| Фарул             | 1:3          | Шериф          | 1:0      | 0:3 (доп. вр.) |
| Хамрун Спартанс   | 1:6          | Маккаби Хайфа  | 0:4      | 1:2            |
| Урарту            | 3:3 (3:4 п.) | Зриньски       | 0:1      | 3:2 (доп. вр.) |
| Партизани         | 1:3          | БАТЭ           | 1:1      | 0:2            |
| Астана            | 3:2          | Динамо Тбилиси | 1:1      | 2:1            |

Примечания
1. 1 2  Проигравший по жребию получает пропуск в третий квалификационный раунд Лиги конференций.

### Матчи
| Хеккен                               | 3:1     | Нью-Сейнтс   |
| ------------------------------------ | ------- | ------------ |
| - Садик 7′ - Рюгор 13′ - Ховланн 37′ | (отчёт) | Макманус 32′ |

| Нью-Сейнтс | 0:2     | Хеккен                    |
| ---------- | ------- | ------------------------- |
|            | (отчёт) | - Садик 19′ - Сонко 90+1′ |

| Балкани                     | 2:0     | Лудогорец |
| --------------------------- | ------- | --------- |
| - Кореница 45+1′ - Зыба 55′ | (отчёт) |           |

| Лудогорец                                           | 4:0     | Балкани |
| --------------------------------------------------- | ------- | ------- |
| - Текпетей 4′ 45+1′ - Тиссера 49′ - Кайо Видаль 78′ | (отчёт) |         |

| Шемрок Роверс | 0:1     | Брейдаблик    |
| ------------- | ------- | ------------- |
|               | (отчёт) | Муминович 39′ |

| Брейдаблик                            | 2:1     | Шемрок Роверс |
| ------------------------------------- | ------- | ------------- |
| - Свантоурссон 16′ - Гуннлаугссон 58′ | (отчёт) | Берк          |

| Жальгирис | 0:0     | Струга |
| --------- | ------- | ------ |
|           | (отчёт) |        |

| Струга             | 1:2     | Жальгирис                        |
| ------------------ | ------- | -------------------------------- |
| Ибраими 76′ (пен.) | (отчёт) | - Кендыш 78′ - Незири 84′ (авт.) |

| КИ Клаксвик | 0:0     | Ференцварош |
| ----------- | ------- | ----------- |
|             | (отчёт) |             |

| Ференцварош | 0:3     | КИ Клаксвик                                 |
| ----------- | ------- | ------------------------------------------- |
|             | (отчёт) | - Фредериксберг 8′ (пен.) 32′ - Касси 45+1′ |

| Олимпия Любляна             | 2:1     | Валмиера |
| --------------------------- | ------- | -------- |
| - Нукич 42′ - Руй Педру 74′ | (отчёт) | Дьоп 87′ |

| Валмиера | 1:2     | Олимпия Любляна                      |
| -------- | ------- | ------------------------------------ |
| Мена 82′ | (отчёт) | - Руй Педру 33′ - Мухамедбегович 64′ |

| ХИК                 | 1:0     | Ларн |
| ------------------- | ------- | ---- |
| Радулович 3′ (пен.) | (отчёт) |      |

| Ларн                            | 2:2 (доп. вр.) | ХИК                            |
| ------------------------------- | -------------- | ------------------------------ |
| - Бонис 65′ (пен.) - Томсон 87′ | (отчёт)        | - Оллила 26′ - Уонт 97′ (авт.) |

| Линкольн Ред Импс | 1:2     | Карабах                     |
| ----------------- | ------- | --------------------------- |
| Гомес 25′         | (отчёт) | - Джиджа 58′ - Бензья 90+4′ |

| Карабах                                                   | 4:0     | Линкольн Ред Импс |
| --------------------------------------------------------- | ------- | ----------------- |
| - Зубир 7′ - Мустафазаде 45+1′ - Джиджа 49′ - Янкович 62′ | (отчёт) |                   |

| Ракув        | 1:0     | Флора |
| ------------ | ------- | ----- |
| Кочергин 54′ | (отчёт) |       |

| Флора | 0:3     | Ракув                                  |
| ----- | ------- | -------------------------------------- |
|       | (отчёт) | - Зволинский 47′ 59′ - Папаниколау 85′ |

| Слован Братислава | 1:1     | Свифт Эсперанж    |
| ----------------- | ------- | ----------------- |
| Вайсс 25′         | (отчёт) | Штольц 22′ (пен.) |

| Свифт Эсперанж | 0:2     | Слован Братислава           |
| -------------- | ------- | --------------------------- |
|                | (отчёт) | Вайсс 55′ (пен.) 62′ (пен.) |

| Фарул    | 1:0     | Шериф |
| -------- | ------- | ----- |
| Кики 56′ | (отчёт) |       |

| Шериф                                           | 3:0 (доп. вр.) | Фарул |
| ----------------------------------------------- | -------------- | ----- |
| - Талал 45+1′ - Нгом Мбекели 99′ - Адемо 105+1′ | (отчёт)        |       |

| Хамрун Спартанс | 0:4     | Маккаби Хайфа                                |
| --------------- | ------- | -------------------------------------------- |
|                 | (отчёт) | - Пьерро 41′ 57′ - Давид 45+3′ - Халаили 79′ |

| Маккаби Хайфа              | 2:1     | Хамрун Спартанс |
| -------------------------- | ------- | --------------- |
| - Шуранов 69′ - Пьерро 84′ | (отчёт) | Мбонг 32′       |

| Урарту | 0:1     | Зриньски  |
| ------ | ------- | --------- |
|        | (отчёт) | Сенич 89′ |

| Зриньски                                     | 2:3 (доп. вр.) | Урарту                                                         |
| -------------------------------------------- | -------------- | -------------------------------------------------------------- |
| - Билбия 27′ - Киш 94′ (пен.)                | (отчёт)        | - Григорян 74′ 90+1′ (пен.) - Максименко 105+3′                |
| Пенальти                                     |                |                                                                |
| - Киш - Кожуль - Зломислич - Сенич - Баришич | 4:3            | - Максименко - Озбилиз - Григорян - Эдуардо Тейшейра - Казарян |

| Партизани | 1:1     | БАТЭ            |
| --------- | ------- | --------------- |
| Цара 66′  | (отчёт) | Антилевский 58′ |

| БАТЭ                            | 2:0     | Партизани |
| ------------------------------- | ------- | --------- |
| - Малькевич 71′ - Шестюк 90+12′ | (отчёт) |           |

| Астана       | 1:1     | Динамо Тбилиси |
| ------------ | ------- | -------------- |
| Аймбетов 11′ | (отчёт) | Сигуа 57′      |

| Динамо Тбилиси | 1:2     | Астана                       |
| -------------- | ------- | ---------------------------- |
| Камара 22′     | (отчёт) | - Бейсебеков 50′ - Дарбо 51′ |

## Второй квалификационный раунд
Жеребьёвка второго квалификационного раунда прошла 21 июня 2023 года.

### Посев
Всего во втором квалификационном раунде приняли участие 24 команды. Они были разделены на два пути:
- Путь чемпионов (20 команд): 5 команд, начинающих с этого раунда, и 15 победителей первого квалификационного раунда.
- Путь представителей лиг (4 команды): 4 команды, начинающие с этого раунда.

Посев команд производился на основе таблицы клубных коэффициентов УЕФА 2023. Для победителей первого квалификационного раунда, которые не были известны на момент проведения жеребьёвки, использовался клубный коэффициент команды, имевшей наивысший рейтинг в своей паре.
| Группа 1                            | Группа 1                              | Группа 2                           | Группа 2                    | Группа 3                                           | Группа 3                                           |
| Сеяные                              | Несеяные                              | Сеяные                             | Несеяные                    | Сеяные                                             | Несеяные                                           |
| ----------------------------------- | ------------------------------------- | ---------------------------------- | --------------------------- | -------------------------------------------------- | -------------------------------------------------- |
| - Галатасарай - Карабах - Лудогорец | - Жальгирис - Ракув - Олимпия Любляна | - Копенгаген - КИ Клаксвик - Молде | - ХИК - Брейдаблик - Хеккен | - Динамо Загреб - Слован Братислава - Шериф - БАТЭ | - Астана - Маккаби Хайфа - Зриньски - Арис Лимасол |

| Сеяные           | Несеяные                 |
| ---------------- | ------------------------ |
| - Генк - Днепр-1 | - Серветт - Панатинаикос |

### Таблица
Первые матчи прошли 25 и 26 июля, ответные — 1 и 2 августа 2023 года
Победители вышли в третий квалификационный раунд Лиги чемпионов. Проигравшие попали в третий квалификационный раунд Лиги Европы.
| Команда 1     | Итог         | Команда 2         | 1-й матч | 2-й матч       |
| ------------- | ------------ | ----------------- | -------- | -------------- |
| Жальгирис     | 2:3          | Галатасарай       | 2:2      | 0:1            |
| Лудогорец     | 2:3          | Олимпия Любляна   | 1:1      | 1:2            |
| Ракув         | 4:3          | Карабах           | 3:2      | 1:1            |
| КИ Клаксвик   | 3:3 (4:3 п.) | Хеккен            | 0:0      | 3:3 (доп. вр.) |
| ХИК           | 1:2          | Молде             | 1:0      | 0:2            |
| Брейдаблик    | 3:8          | Копенгаген        | 0:2      | 3:6            |
| Шериф         | 2:4          | Маккаби Хайфа     | 1:0      | 1:4 (доп. вр.) |
| Арис Лимасол  | 11:5         | БАТЭ              | 6:2      | 5:3            |
| Зриньски      | 2:3          | Слован Братислава | 0:1      | 2:2            |
| Динамо Загреб | 6:0          | Астана            | 4:0      | 2:0            |

| Команда 1 | Итог         | Команда 2    | 1-й матч | 2-й матч       |
| --------- | ------------ | ------------ | -------- | -------------- |
| Днепр-1   | 3:5          | Панатинаикос | 1:3      | 2:2            |
| Серветт   | 3:3 (4:1 п.) | Генк         | 1:1      | 2:2 (доп. вр.) |

### Матчи

#### Путь чемпионов
| Жальгирис                        | 2:2     | Галатасарай                     |
| -------------------------------- | ------- | ------------------------------- |
| - Ойевуси 48′ - Казлаускас 90+2′ | (отчёт) | - Бардакчи 75′ - Дервишоглу 78′ |

| Галатасарай | 1:0     | Жальгирис |
| ----------- | ------- | --------- |
| Мертенс 31′ | (отчёт) |           |

| Лудогорец | 1:1     | Олимпия Любляна |
| --------- | ------- | --------------- |
| Янков 44′ | (отчёт) | Элшник 14′      |

| Олимпия Любляна  | 2:1     | Лудогорец    |
| ---------------- | ------- | ------------ |
| Элшник 18′ 90+2′ | (отчёт) | Десподов 15′ |

| Ракув                                                     | 3:2     | Карабах        |
| --------------------------------------------------------- | ------- | -------------- |
| - Джафаргулиев 55′ (авт.) - Пьясецкий 71′ - Киттель 90+1′ | (отчёт) | Джиджа 73′ 75′ |

| Карабах    | 1:1     | Ракув     |
| ---------- | ------- | --------- |
| Джиджа 60′ | (отчёт) | Тудор 52′ |

| КИ Клаксвик | 0:0     | Хеккен |
| ----------- | ------- | ------ |
|             | (отчёт) |        |

| Хеккен                                           | 3:3 (доп. вр.) | КИ Клаксвик                                               |
| ------------------------------------------------ | -------------- | --------------------------------------------------------- |
| - Сана 24′ - Лаюни 48′ - Садик 105+1′            | (отчёт)        | - Фредериксберг 17′ 53′ - Абрахамссон 109′ (авт.)         |
| Пенальти                                         |                |                                                           |
| - Ховланн - Лаюни - Густафсон - Рюгор - Сандберг | 3:4            | - Фредериксберг - Андреасен - Да Силва - Гуссиос - Форрен |

| ХИК          | 1:0     | Молде |
| ------------ | ------- | ----- |
| Кескинен 25′ | (отчёт) |       |

| Молде                            | 2:0     | ХИК |
| -------------------------------- | ------- | --- |
| - Эриксен 74′ - Бриндхильсен 89′ | (отчёт) |     |

| Брейдаблик | 0:2     | Копенгаген               |
| ---------- | ------- | ------------------------ |
|            | (отчёт) | - Ларссон 1′ - Фальк 32′ |

| Копенгаген                                                           | 6:3     | Брейдаблик                                              |
| -------------------------------------------------------------------- | ------- | ------------------------------------------------------- |
| - Гонсалвеш 33′ - Ашури 35′ - Ларссон 37′ - Оускарссон 45+1′ 47′ 56′ | (отчёт) | - Свантоурссон 9′ - Стейндорссон 51′ - Гуннлаугссон 75′ |

| Шериф     | 1:0     | Маккаби Хайфа |
| --------- | ------- | ------------- |
| Талал 28′ | (отчёт) |               |

| Маккаби Хайфа                                         | 4:1 (доп. вр.) | Шериф            |
| ----------------------------------------------------- | -------------- | ---------------- |
| - Шери 33′ - Джабер 85′ - Давид 105+2′ - Шуранов 107′ | (отчёт)        | Талал 20′ (пен.) |

| Арис Лимасол                                                                                       | 6:2     | БАТЭ                            |
| -------------------------------------------------------------------------------------------------- | ------- | ------------------------------- |
| - Гомис 17′ (пен.) 60′ - Бенгтссон 32′ - Бане 40′ (авт.) - Монтнор 83′ - Стемпиньский 90+1′ (пен.) | (отчёт) | - Концевой 48′ - Хадаркевич 65′ |

| БАТЭ                                                      | 3:5     | Арис Лимасол                                                          |
| --------------------------------------------------------- | ------- | --------------------------------------------------------------------- |
| - Громыко 25′ (пен.) - Мартынов 48′ - Лаптев 90+3′ (пен.) | (отчёт) | - Бабика 8′ - Гомис 26′ - Кажу 35′ - Бенгтссон 56′ - Стемпиньский 74′ |

| Зриньски | 0:1     | Слован Братислава |
| -------- | ------- | ----------------- |
|          | (отчёт) | Зуберу 53′        |

| Слован Братислава        | 2:2     | Зриньски                      |
| ------------------------ | ------- | ----------------------------- |
| - Чаврич 5′ - Зуберу 66′ | (отчёт) | - Баришич 75′ - Иванчич 90+3′ |

| Динамо Загреб                       | 4:0     | Астана |
| ----------------------------------- | ------- | ------ |
| - Шпикич 36′ - Иванушец 41′ 43′ 56′ | (отчёт) |        |

| Астана | 0:2     | Динамо Загреб            |
| ------ | ------- | ------------------------ |
|        | (отчёт) | - Эмрели 24′ - Марин 89′ |

#### Путь представителей лиг
| Днепр-1    | 1:3     | Панатинаикос                                       |
| ---------- | ------- | -------------------------------------------------- |
| Танчик 90′ | (отчёт) | - Шпорар 10′ - Джуричич 74′ - Иоаннидис 84′ (пен.) |

| Панатинаикос   | 2:2     | Днепр-1                    |
| -------------- | ------- | -------------------------- |
| Шпорар 15′ 70′ | (отчёт) | - Довбик 24′ - Сарапий 54′ |

| Серветт  | 1:1     | Генк          |
| -------- | ------- | ------------- |
| Руйе 78′ | (отчёт) | Арокодаре 21′ |

| Генк                                | 2:2 (доп. вр.) | Серветт                              |
| ----------------------------------- | -------------- | ------------------------------------ |
| - Тресор 28′ (пен.) - Арокодаре 51′ | (отчёт)        | - Конья 36′ - Бедия 63′              |
| Пенальти                            |                |                                      |
| - Арокодаре                         | 1:4            | - Туати - Гийемено - Севрен - Родлен |

## Третий квалификационный раунд
Жеребьёвка третьего квалификационного раунда прошла 24 июля 2023 года.

### Посев
Всего в третьем квалификационном раунде приняли участие 20 команд. Они были разделены на два пути:
- Путь чемпионов (12 команд): 2 команды, начинающие с этого раунда, и 10 победителей второго квалификационного раунда (путь чемпионов).
- Путь представителей лиг (8 команд): 6 команды, начинающих с этого раунда, и 2 победителя второго квалификационного раунда (путь представителей лиг).

Посев команд производился на основе таблицы клубных коэффициентов УЕФА 2023. Для победителей второго квалификационного раунда, которые не были известны на момент проведения жеребьёвки, использовался клубный коэффициент команды, имевшей наивысший рейтинг в своей паре.
| Группа 1                                    | Группа 1                             | Группа 2                           | Группа 2                                       |
| Сеяные                                      | Несеяные                             | Сеяные                             | Несеяные                                       |
| ------------------------------------------- | ------------------------------------ | ---------------------------------- | ---------------------------------------------- |
| - Динамо Загреб - Ракув - Слован Братислава | - Маккаби Хайфа - Арис Лимасол - АЕК | - Копенгаген - Галатасарай - Молде | - Олимпия Любляна - Спарта Прага - КИ Клаксвик |

| Сеяные                                      | Несеяные                               |
| ------------------------------------------- | -------------------------------------- |
| - Рейнджерс - Брага - ПСВ - Олимпик Марсель | - Серветт - Штурм - Панатинаикос - ТСЦ |

### Таблица
Первые матчи прошли 8, 9 и 15 августа, ответные — 15 и 19 августа 2023 года.
Победители вышли в квалификационный раунд плей-офф. Проигравшие на чемпионском пути попали в квалификационный раунд плей-офф Лиги Европы, проигравшие на пути представителей лиг — в групповой этап Лиги Европы.
| Команда 1         | Итог         | Команда 2     | 1-й матч | 2-й матч       |
| ----------------- | ------------ | ------------- | -------- | -------------- |
| Ракув             | 3:1          | Арис Лимасол  | 2:1      | 1:0            |
| Слован Братислава | 2:5          | Маккаби Хайфа | 1:2      | 1:3            |
| Динамо Загреб     | 3:4          | АЕК           | 1:2      | 2:2            |
| Олимпия Любляна   | 0:4          | Галатасарай   | 0:3      | 0:1            |
| Копенгаген        | 3:3 (4:2 п.) | Спарта Прага  | 0:0      | 3:3 (доп. вр.) |
| КИ Клаксвик       | 2:3          | Молде         | 2:1      | 0:2 (доп. вр.) |

| Команда 1    | Итог         | Команда 2       | 1-й матч | 2-й матч       |
| ------------ | ------------ | --------------- | -------- | -------------- |
| Брага        | 7:1          | ТСЦ             | 3:0      | 4:1            |
| Рейнджерс    | 3:2          | Серветт         | 2:1      | 1:1            |
| Панатинаикос | 2:2 (5:3 п.) | Олимпик Марсель | 1:0      | 1:2 (доп. вр.) |
| ПСВ          | 7:2          | Штурм           | 4:1      | 3:1            |

### Матчи

#### Путь чемпионов
| Ракув                                | 2:1     | Арис Лимасол |
| ------------------------------------ | ------- | ------------ |
| - Кочергин 7′ - Пьясецкий 63′ (пен.) | (отчёт) | Маямбела 89′ |

| Арис Лимасол | 0:1     | Ракув |
| ------------ | ------- | ----- |
|              | (отчёт) |       |

| Слован Братислава | 1:2     | Маккаби Хайфа          |
| ----------------- | ------- | ---------------------- |
| Куцка 12′         | (отчёт) | - Пьерро 5′ - Саба 15′ |

| Маккаби Хайфа | 3:1     | Слован Братислава |
| ------------- | ------- | ----------------- |
|               | (отчёт) |                   |

| Динамо Загреб | 1:2     | АЕК |
| ------------- | ------- | --- |
|               | (отчёт) |     |

| АЕК | 2:2     | Динамо Загреб |
| --- | ------- | ------------- |
|     | (отчёт) |               |

| Олимпия Любляна | 0:3     | Галатасарай                                      |
| --------------- | ------- | ------------------------------------------------ |
|                 | (отчёт) | - Актюркоглу 9′ - Мертенс 48′ - Дервишоглу 90+1′ |

| Галатасарай | 1:0     | Олимпия Любляна |
| ----------- | ------- | --------------- |
|             | (отчёт) |                 |

| Копенгаген | 0:0     | Спарта Прага |
| ---------- | ------- | ------------ |
|            | (отчёт) |              |

| Спарта Прага | 3:3 (доп. вр.) | Копенгаген |
| ------------ | -------------- | ---------- |
|              | (отчёт)        |            |
| Пенальти     |                |            |
|              | 2:4            |            |

| КИ Клаксвик           | 2:1     | Молде      |
| --------------------- | ------- | ---------- |
| Фредериксберг 64′ 86′ | (отчёт) | Эйкрем 49′ |

| Молде | 2:0 (доп. вр.) | КИ Клаксвик |
| ----- | -------------- | ----------- |
|       | (отчёт)        |             |

#### Путь представителей лиг
| Брага                               | 3:0     | ТСЦ |
| ----------------------------------- | ------- | --- |
| - Брума 17′ - Пицци 19′ - Джало 87′ | (отчёт) |     |

| ТСЦ | 1:4     | Брага |
| --- | ------- | ----- |
|     | (отчёт) |       |

| Рейнджерс                          | 2:1     | Серветт          |
| ---------------------------------- | ------- | ---------------- |
| - Тавернье 6′ (пен.) - Дессерс 15′ | (отчёт) | Бедия 44′ (пен.) |

| Серветт | 1:1     | Рейнджерс |
| ------- | ------- | --------- |
|         | (отчёт) |           |

| Панатинаикос | 1:0     | Олимпик Марсель |
| ------------ | ------- | --------------- |
| Бернард 83′  | (отчёт) |                 |

| Олимпик Марсель | 2:1 (доп. вр.) | Панатинаикос |
| --------------- | -------------- | ------------ |
|                 | (отчёт)        |              |
| Пенальти        |                |              |
|                 | 3:5            |              |

| ПСВ                                         | 4:1     | Штурм         |
| ------------------------------------------- | ------- | ------------- |
| - Бабади 4′ - Де Йонг 22′ 32′ - Сангаре 73′ | (отчёт) | Станкович 40′ |

| Штурм | 1:3     | ПСВ |
| ----- | ------- | --- |
|       | (отчёт) |     |

## Квалификационный раунд плей-офф
Жеребьёвка квалификационного раунда плей-офф прошла 7 августа 2023 года.

### Посев
Всего в квалификационном раунде плей-офф приняли участие 12 команд. Они были разделены на два пути:
- Путь чемпионов (8 команд): 2 команды, начинающие с этого раунда, и 6 победителей третьего квалификационного раунда (путь чемпионов).
- Путь представителей лиг (4 команд): 4 победителя третьего квалификационного раунда (путь представителей лиг).

Посев команд производился на основе таблицы клубных коэффициентов УЕФА 2023. Для победителей третьего квалификационного раунда, которые не были известны на момент проведения жеребьёвки, использовался клубный коэффициент команды, имевшей наивысший рейтинг в своей паре.
| Сеяные                                      | Несеяные                                    |
| ------------------------------------------- | ------------------------------------------- |
| - АЕК - Копенгаген - Янг Бойз - Галатасарай | - Маккаби Хайфа - Молде - Антверпен - Ракув |

| Сеяные              | Несеяные             |
| ------------------- | -------------------- |
| - Рейнджерс - Брага | - ПСВ - Панатинаикос |

### Таблица
Первые матчи прошли 22 и 23 августа, ответные — 29 и 30 августа 2023 года.
Победители вышли в групповой этап. Проигравшие попали в групповой этап Лиги Европы.
| Команда 1     | Итог | Команда 2   | 1-й матч | 2-й матч |
| ------------- | ---- | ----------- | -------- | -------- |
| Маккаби Хайфа | 0:3  | Янг Бойз    | 0:0      | 0:3      |
| Антверпен     | 3:1  | АЕК         | 1:0      | 2:1      |
| Ракув         | 1:2  | Копенгаген  | 0:1      | 1:1      |
| Молде         | 3:5  | Галатасарай | 2:3      | 1:2      |

| Команда 1 | Итог | Команда 2    | 1-й матч | 2-й матч |
| --------- | ---- | ------------ | -------- | -------- |
| Рейнджерс | 3:7  | ПСВ          | 2:2      | 1:5      |
| Брага     | 3:1  | Панатинаикос | 2:1      | 1:0      |